# ريتشارد غرايسون
ريتشارد غرايسون (بالإنجليزية: Richard Grayson)‏ هو عازف بيانو وملحن أمريكي، ولد في 1941، وتوفي في 3 يوليو 2016.

## وصلات خارجية
- الموقع الرسمي
- ريتشارد غرايسون على موقع ميوزك برينز (الإنجليزية)